# Claudia Jakobshagen
Claudia Jakobshagen (* 26. September 1960 in Kassel, Hessen) ist eine deutsche Schauspielerin und Synchronsprecherin.

## Leben und Wirken
Nach dem Abitur studierte sie Anglistik und Germanistik an der Universität Göttingen und absolvierte eine dreijährige Ausbildung zur Schauspielerin bei Erika Dannhoff-Schumann und Sabine Beck-Baruth sowie Elke Steinmetz von der HdK Berlin. Es folgten weitere Ausbildungen in Sprechtechnik, klassischem Tanz (bei Lydia Wolgina) und Gesang an diversen Fachhochschulen. Die Bühnenreifeprüfung des Deutschen Bühnenvereins und der GDBA bestand sie im Jahr 1988 in Frankfurt am Main.
Schon bald war sie an mehreren deutschen Bühnen aktiv, unter anderem in jährlichen Auftritten von 1987 bis 1993 in Brigitte Grothums Jedermann, am Theater Halberstadt in Peterchens Mondfahrt, in Eisenhüttenstadt, Remscheid, Bayreuth oder Lindau mit Figaros Hochzeit. 1987 wirkte sie in Rosa von Praunheims Film Anita – Tänze des Lasters mit.
Sie übernahm 2004/2005 die Moderation der Podiumsdiskussion des Tourismusbarometers Brandenburg auf Schloss Neuhardenberg.
Im Fernsehen war sie unter anderem in den Serien Der elegante Hund, Wolffs Revier und Cornelius hilft zu sehen oder war beim Sender Freies Berlin und dem Rundfunk Berlin Brandenburg als Nachrichtensprecherin aktiv.
Lesungen führte sie zudem bei Glamour, das Girl wird feine Dame zur Ausstellung im Kolbe-Museum Das kunstseidene Mädchen von Irmgard Keun sowie in Café Russland. Von Januar bis September 2010 war sie bei Gute Zeiten, schlechte Zeiten in der Nebenrolle der Schlepperin Vera Trebe zu sehen. Von 2009 bis 2012 spielte Jakobshagen in unregelmäßigen Abständen mehrfach die Schulrätin in Das Haus Anubis auf Nickelodeon.

## Theater
- 25. Berliner Jedermann Festspiele
- Die Enthüllungen der Mata Hari (Tanztheater von Sylvia Schmid)
- In seinem Garten liebt Don Perlimplin Belisa (Freilichtbühne in der Zitadelle Spandau)
- Hurengespräche (Heinrich Zille)
- Liebe Jelena Sergejewna (Theater Halberstadt)
- Der Bürger als Edelmann (Tourneetheater Konzertdirektion Landgraf)

## Filmografie (Auswahl)
- 1987: Der elegante Hund (TV-Serie)
- 1987: Anita – Tänze des Lasters
- 1993: Cornelius hilft (TV-Serie)
- 1996: Polizeiruf 110: Kurzer Traum
- 1998: Polizeiruf 110: Das Wunder von Wustermark
- 2004: Die fetten Jahre sind vorbei (TV)
- 2008: Schausteins letzter Film (Kurzfilm)
- 2010: Gute Zeiten, schlechte Zeiten (TV-Serie)
- 2009–2012: Das Haus Anubis (TV-Serie)
- 2009: Löwenzahn Folge: Magnete (TV-Serie)